# 南松院
南松院（なんしょういん）は、山梨県南巨摩郡身延町下山にある臨済宗妙心寺派の寺院、山号は正福寿山。本尊は釈迦如来。

## 沿革

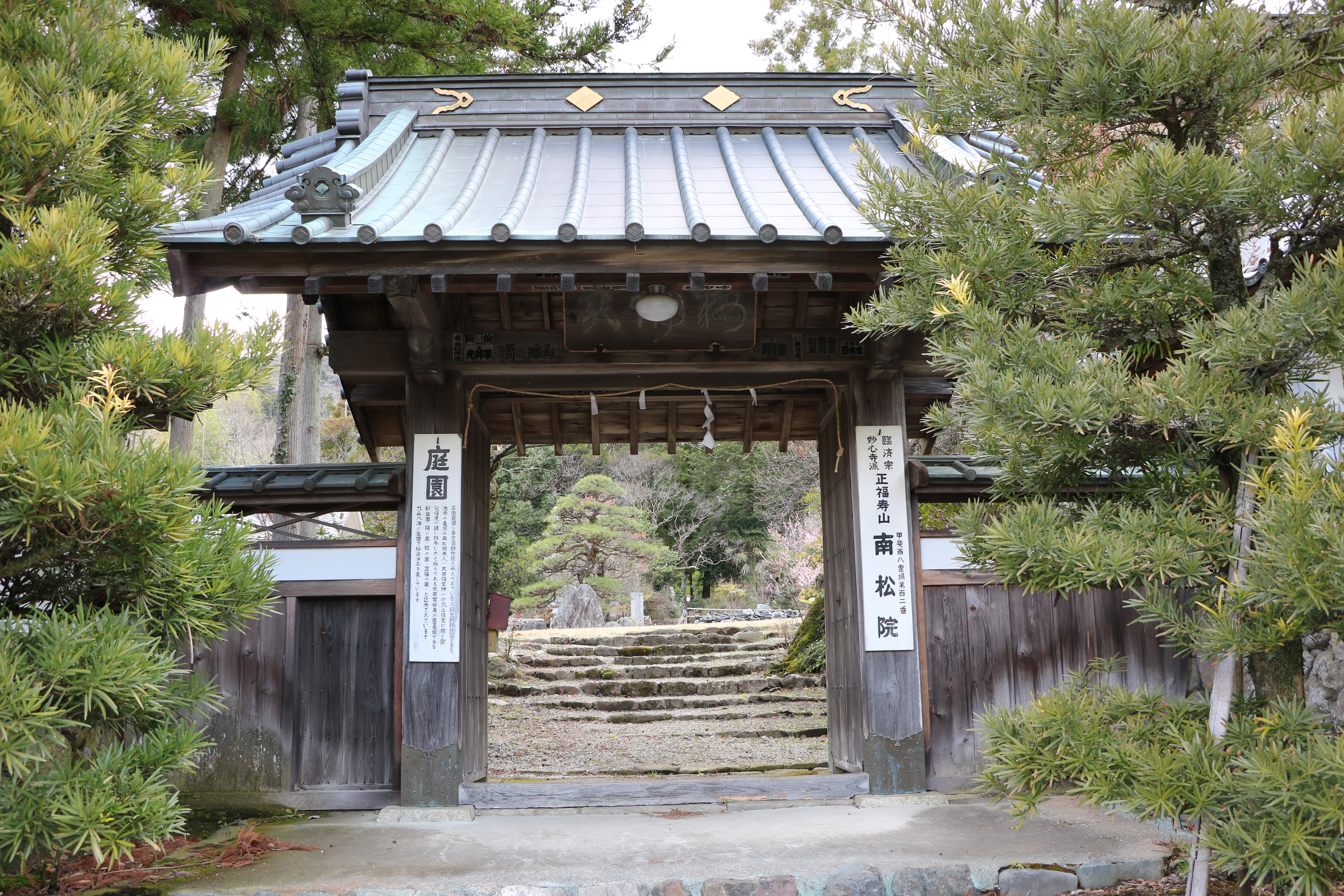
山門（2017年3月撮影）

『甲斐国志』『甲斐国社記・寺記』によれば永禄9年（1566年）、穴山信君（梅雪）が亡母（南松院殿葵庵理誠尼）のために下山の地に創建したと言われる寺院で、開山は天輪寺住職の桃隠正寿。一方で、天文7年（1538年）2月21日付臨済宗寺中壁書には南松院が創建されていたことを示す記述があり、南松院は信君により中興された菩提寺であると考えられている。武田信虎の次女である南松院殿は信君の父である信友正室で、武田信玄の姉にあたる。さらに信玄と正室三条夫人との間に生まれた見性院は信君正室となっており武田氏と穴山氏は姻戚関係にあり、南松院も三条夫人の菩提寺である甲府の円光院など、武田氏ゆかりの臨済宗寺院とは強い関係にある。
武田氏の滅亡後、河内領は穴山勝千代が天正15年（1587年）に死去し、徳川家康の五男武田信吉が継承した。信吉は慶長7年（1602年）に常陸国水戸に封じられ、異母弟の頼房は水戸徳川家の祖となった。
こうしたゆかりから南松院と水戸徳川家には交流が存在し、南松院資料には年始挨拶や贈答など水戸徳川家との関わりを示す資料が見られる。
南松院の所蔵する武田氏系図（南松院武田系図）は武田宗家と穴山氏、今井氏の系譜が記され穴山氏の由緒が強調されており、同様の特徴を持つ円光院武田系図を基に作成されたものであると考えられている。
多くの文化財を所蔵しており、現在は山梨県立博物館に寄託されている。

## 文化財
県指定文化財
絹本着色穴山信友婦人像　附紙本墨書葵庵字号 - 昭和40年8月19日指定
穴山信友夫人の肖像。寸法は縦81.1センチメートル、横39.7センチメートル。賛文は妙心寺住職の天桂玄長。信友夫人の死去とした永禄9年12月の年紀があり、穴山信君による追善供養としての像であると考えられている。
絹本着色桃隠和尚像 - 昭和40年8月19日指定
南松院開祖である桃隠正寿の頂相。絹本着色、掛軸装。作者は不明だが、賛文は長禅寺住職の春国光新『絹本着色武田信虎像』長禅寺春国と共通する。
絹本着色渡唐天神像 - 昭和40年8月19日指定
室町時代の渡唐天神像。寸法は縦93.2センチメートル、横22.3センチメートル。賛文を寄せている策彦周良は恵林寺住職で、弘治3年には穴山氏館に立ち寄り、穴山信友夫人に法号を与えている。
南松院文書 - 昭和48年7月12日指定
京都妙心寺との関係を示す文書や桃隠書状や穴山氏文書、廃寺となっている末寺の文書などを多くの中世文書を含む古文書群。『山梨県史資料4中世1』には25通が収録されている。
紙本墨書大般若経 596巻 - 昭和48年7月12日指定
南北朝・室町期にかけて書き継がれた大般若経。題59、501、551、561の4巻が欠失し、596巻が現存する。縦29.0センチメートル、横8.5センチメートル、厚さ1.4センチメートル程度。淡黄色の上質楮紙で折本仕立。10巻ずつが小箱に納められ、小箱10箱が大箱に納められている。5年10か月を要して書写されているが、書写年代は三期に区分されている。奥書によれば第一期は穴山氏の河内入部以前の康暦2年から至徳2年にかけて、河内与五沢（南巨摩郡身延町夜子沢）曹渓庵の聡源・希徳らが書写し元翁和尚に捧げたという。第二期は穴山氏が河内地方へ入部した明徳年間に書写され、天文年間には信友（伊豆守）が修復を行い、天輪寺に納めた。第三期は南松院が建立された信君期で、穴山家臣の有泉大学助により経箱が整えられた。
版本法華経 附黒漆塗桐経箱 - 昭和52年5月23日指定
紙本墨書蘭渓字説 -昭和52年5月23日指定
戦国期の墨蹟。紙本墨書、掛軸装。恵林寺住職である快川紹喜の遺墨で、快川による款記がある。字説の主は「甲州城上淑女君」の侍局で、内容は侍局に対し「蘭渓宗秀」の法諱雅号を与え、その由来を記し淑女君の淑徳をたたえている。淑女君は武田勝頼室の北条夫人を指すと考えられており（『甲斐国志』）、蘭渓宗秀は穴山氏一族で、その没後に寄進されたものであると考えられている。